# Герб Дрогобицького району
Герб Дрого́бицького райо́ну — Дрогобицького району Львівської області, затверджений 30 грудня 2004 р. рішенням N357 XXII сесії районної ради. 
Автори — А.Гречило, Л.Сікора.

## Опис
На щиті, розділеному перекинутим вилоподібним хрестом на синє, зелене та чорне поля, золотий двоголовий орел із червоними язиками і пазурами, під золотою короною, на грудях має червоний щиток, на якому 6 срібних курганів у три ряди — 3:2:1. Щитотримачі: золотий лев із прапором України, золотий ведмідь із прапором Дрогобицького району. Щит увінчує золота територіальна корона, під щитом — синя стрічка з золотим написом «Дрогобицький район».

## Значення символіки
Золотий двоголовий орел у лазуровому полі був протягом XV—XVIII ст. територіальним гербом Перемишльської землі, до складу якої входила і Дрогобиччина. Цей знак використовувався ще в Галицько-Волинській державі, зокрема, за повідомленнями літописів, Данило Романович помістив герб з орлом на оборонній вежі, побудованій біля Холма. Беручи до уваги важливу роль, яку Дрогобиччина відігравала в Перемишльській землі, цей історичний символ дуже вдало підкреслює самобутність району. 
Шість срібних курганів символізують історичну тяглість заселення Дрогобицької землі.